# Clutier
Clutier és una població dels Estats Units a l'estat d'Iowa. Segons el cens del 2000 tenia 229 habitants.

## Demografia
Segons el cens del 2000, Clutier tenia 229 habitants, 109 habitatges, i 58 famílies. La densitat de població era de 116,3 habitants per km².
Dels 109 habitatges en un 22% hi vivien nens de menys de 18 anys, en un 49,5% hi vivien parelles casades, en un 3,7% dones solteres, i en un 45,9% no eren unitats familiars. En el 42,2% dels habitatges hi vivien persones soles el 23,9% de les quals corresponia a persones de 65 anys o més que vivien soles. El nombre mitjà de persones vivint en cada habitatge era de 2,1 i el nombre mitjà de persones que vivien en cada família era de 2,92.
Per edats la població es repartia de la següent manera: un 21% tenia menys de 18 anys, un 3,5% entre 18 i 24, un 26,2% entre 25 i 44, un 17,9% de 45 a 60 i un 31,4% 65 anys o més.
L'edat mediana era de 44 anys. Per cada 100 dones de 18 o més anys hi havia 84,7 homes.
La renda mediana per habitatge era de 27.344 $ i la renda mediana per família de 39.583 $. Els homes tenien una renda mediana de 28.000 $ mentre que les dones 24.375 $. La renda per capita de la població era de 14.092 $. Entorn de l'11,9% de les famílies i el 12,6% de la població estaven per davall del llindar de pobresa.

## Poblacions més properes
El següent diagrama mostra les poblacions més properes.